# Павлюковець Юрій Олександрович
Юрій Олександрович Павлюковець (біл. Юрый Аляксандравіч Паўлюкавец, нар. 24 червня 1996, Пінськ, Берестейська область, Білорусь) — білоруський футболіст, півзахисник клубу «Торпедо-БелАЗ».

## Клубна кар'єра
Вихованець пінської СДЮШОР-3, у 2009 році потрапив до структури берестейського «Динамо», у 2011 році почав грати за дубль. 10 серпня 2013 року дебютував у першій команді «Динамо», вийшовши у стартовому складі в матчі проти «Дніпра» (2:0). У сезоні 2014 року частіше виходив у стартовому складі, як правило, на заміну, а в сезоні 2015 року закріпився в основній команді берестейчан.
У січні 2016 року поїхав у жодинське «Торпедо-БелАЗ» і в підсумку підписав контракт з вище вказаним клубом. У складі жоденців виступав переважно за дублюючий склад, а в головній команді виходив лише зрідка на заміну. У лютому 2017 року відправився на перегляд в «Іслоч», однак команді не підійшов і в підсумку розпочав сезон 2017 року у складі «Торпедо», де грав переважно за дубль, лише двічі вийшов на поле в складі першої команди. У липні 2017 року за згодою сторін він залишив «Торпедо-БелАЗ» і незабаром приєднався до пінської «Хвилі».
У лютому 2018 року підписав контракт з житковицьким ЮАС. У липні того ж року залишив клуб з Житковичів та став гравцем бобруйської «Білшини». У січні 2019 року продовжив контракт з бобруйським клубом. У сезоні 2019 року будучи основним гравцем допоміг команді виграти Першу лігу.
У січні 2020 року прибув на перегляд у жодинське «Торпедо-БелАЗ», з яким у лютому підписав контракт.

## Кар'єра в збірній
11 червня 2015 року дебютував у молодіжній збірній Білорусі в товариському матчі проти Англії. За національну збірну провів чотири матчі.

## Досягнення
- Кубок Білорусі
  -  Володар (3): 2015/16, 2023/24, 2024/25

- Перша ліга Білорусі
  -  Чемпіон (1): 2019

## Статистика виступів
| Сезон    | Дивізіон | Клуб             | Країна   | Матчі | Голи |
| -------- | -------- | ---------------- | -------- | ----- | ---- |
| 2011     | дубль    | «Динамо-Берестя» | Білорусь | 11    | 0    |
| 2012     | дубль    | «Динамо-Берестя» | Білорусь | 19    | 0    |
| 2013     | Д1       | «Динамо-Берестя» | Білорусь | 2     | 0    |
| 2014     | Д1       | «Динамо-Берестя» | Білорусь | 9     | 0    |
| 2015     | Д1       | «Динамо-Берестя» | Білорусь | 20    | 0    |
| 2016     | Д1       | «Торпедо-БелАЗ»  | Білорусь | 6     | 0    |
| 2017 (1) | Д1       | «Торпедо-БелАЗ»  | Білорусь | 2     | 0    |
| 2017 (2) | Д2       | «Хвиля» (Пінськ) | Білорусь | 13    | 2    |
| 2018 (1) | Д2       | ЮАС (Житковичі)  | Білорусь | 11    | 1    |
| 2018 (2) | Д2       | «Білшина»        | Білорусь | 12    | 0    |
| 2019     | Д2       | «Білшина»        | Білорусь | 26    | 3    |